# ولیلا دو ابرو
ولیلا دو ابرو (به اسپانیایی: Velilla de Ebro) یک شهرستان در اسپانیا است که در استان ساراگوسا واقع شده‌است.

## خصوصیات
ولیلا دو ابرو ۵۹ کیلومترمربع مساحت و ۲۶۱ نفر جمعیت دارد و ۱۵۲ متر بالاتر از سطح دریا واقع شده‌است.